# Richard Garfield
Richard Garfield, född 1963, är spelkonstruktör och uppfinnaren till det allra första samlarkortspelet,  Magic: The Gathering (ofta kallat bara Magic) som gavs ut av Wizards of the Coast. Den ursprungliga varianten av spelet från 1993, som blev en stor succé, har i efterhand utökats och modifierats med flera expansioner och regeländringar.
Garfield har även designat samlarkortspelen Star Wars, Netrunner, Vampire the Eternal Struggle och Keyforge: Call of the Archons samt brädspelen RoboRally och King of Tokyo.